# The Web
The Web ist eine Serie von 12 Jugendbüchern, Kurzromanen rund ums Internet der Zukunft, geschrieben von bekannten SF-, Fantasy- und Horror-Autoren wie Stephen Baxter, Stephen Bowkett, Eric Brown, Pat Cadigan, Maggie Furey, Peter F. Hamilton, Graham Joyce, James Lovegrove und Ken MacLeod. 
Auf Deutsch ist bisher nur der Sammelband mit den ersten sechs Geschichten erschienen.
- Vol. 01: The Web: Gulliverzone, von Steve Baxter, 1997, ISBN 1-85881-423-5

Gulliverzone, enthalten in: The Web
- Vol. 02: The Web: Dreamcastle, von Stephen Bowkett, 1997, ISBN 1-85881-424-3

Traumschloss, enthalten in: The Web
- Vol. 03: The Web: Untouchable, von Eric Brown, 1997, ISBN 1-85881-426-X

Die Unberührbaren, enthalten in: The Web
- Vol. 04: The Web: Spiderbite, von Graham Joyce, 1997, ISBN 1-85881-425-1

Spinnenbiss, enthalten in: The Web
- Vol. 05: The Web: Lightstorm, von Peter F. Hamilton, 1998, ISBN 1-85881-550-9

Lichtsturm, enthalten in: The Web
- Vol. 06: The Web: Sorceress, von Maggie Furey, 1998, ISBN 1-85881-551-7

Hexenkünste, enthalten in: The Web
- Vol. 07: The Web: Webcrash, von Steve Baxter, 1998, ISBN 1-85881-632-7

- Vol. 08: The Web: Cydonia, von Ken Macleod, 1998, ISBN 1-85881-640-8

- Vol. 09: The Web: Computopia, von James Lovegrove, 1999, ISBN 1-85881-642-4

- Vol. 10: The Web: Spindrift, von Maggie Furey, 1999, ISBN 1-85881-647-5

- Vol. 11: The Web: Avatar, von Pat Cadigan, 1999, ISBN 1-85881-641-6

- Vol. 12: The Web: Walkabout, von Eric Brown, 1999, ISBN 1-85881-643-2

Sammelbände:
- Vol. 01–06: The Web 2027, 1999, ISBN 1-85798-599-0

The Web, Bastei-Lübbe, 1999, ISBN 3-404-24256-4
- Vol. 07–12: The Web 2028, 1999, ISBN 1-85798-870-1